# (76564) 2000 GO105
(76564) 2000 GO105 è un asteroide della fascia principale esterna. Scoperto nel 2000, presenta un'orbita caratterizzata da un semiasse maggiore pari a 2,849227 UA e da un'eccentricità di 0,128357, inclinata di 10,022055ª rispetto all'eclittica. Ha un diametro di 7,083 km e un'albedo di 0,067.
Fa parte della famiglia di asteroidi 1993 FY12.